# Катастрофа Як-40 под Запорожьем
Катастрофа Як-40 под Запорожьем — авиационная катастрофа, произошедшая днём четверга 16 декабря 1976 года в Вольнянском районе Запорожской области. Авиалайнер Як-40 Запорожского ОАО предприятия «Аэрофлот» выполнял тренировочный рейс по маршруту Запорожье — Запорожье, но через 11 минут после взлёта из Запорожского аэропорта лайнер свалился в штопор. Вскоре лайнер рухнул на землю у села Казаковское и полностью разрушился. Погибли все 5 членов экипажа на борту самолёта.

## Самолёт
Як-40 с бортовым номером СССР-87638 (заводской — 9141919, серийный — 19-19) был выпущен Саратовским авиационным заводом 20 октября 1971 года и передан Министерству гражданской авиации, которое к 7 декабря направило его в Запорожский авиаотряд Украинского управления гражданской авиации. Всего на момент катастрофы авиалайнер имел 5762 часа налёта и 6627 посадок.

## Экипаж
Як-40 пилотировал экипаж из 100-го лётного отряда, в состав которого входили 5 человек:
- Пилот-инструктор — Александр Яковллевич Кусый;
- Командир воздушного судна (КВС) — Анатолий Андреевич Щербаков;
- Бортмеханик — Геннадий Александрович Грицаенко;
- Командир воздушного судна (КВС) — Иван Петрович Шелковый;
- Второй пилот — Виктор Петрович Михайлов[3].

## Катастрофа
16 декабря 1976 года, в 12:57 местного времени авиалайнер с 5 членами экипажа вылетел из Запорожского аэропорта, а рейс выполнял Як-40 борт СССР-87638, летящий из Запорожья в Запорожье. Набрав высоту, лайнер занял эшелон 4200 метров (FL140), после чего начал выполнять задания на полёт, сам самолёт выполнял учебно-тренировочный полёт, в ходе которого экипажи из 100-го лётного отряда отрабатывали действия в особых случаях полёта.
Небо над Запорожьем было затянуто облаками высотой 150 метров, стояла дымка, ветра почти не было, видимость составляла 1700 метров, а в облаках наблюдалось слабое обледенение. Як-40 летел на высоте 4000—4200 метров со скоростью 360 км/ч, когда экипаж выполнил задание 7а и теперь занимал исходное положение для упражнения 7б «Имитация увода стабилизатора в наборе высоты после взлёта». Так как для выполнения этого задания требовалась скорость 200—210 км/ч, то в течение 53 секунд постепенно режим двигателей был снижен с 95 до 53 %. Скорость упала до 270 км/ч, когда двигатели вышли на режим малого газа. Затем конфигурация авиалайнера была установлена в исходное положение для упражнения 7б, для чего стабилизатор был переложен на кабрирование, а штурвал потянут «на себя» (подъём носа). Когда скорость снизилась до 240 км/ч, следовало выпустить закрылки, но вместо них, вероятно из-за ошибки, были выпущены шасси, что значительно увеличило аэродинамическое сопротивление и к моменту полного выпуска шасси скорость достигла 215 км/ч и продолжала падать. Экипаж поздно заметил опасное снижение скорости и лишь при 175 км/ч РУДы были переведены на взлётный режим (максимальный). Однако так как турбореактивные двигатели в силу своей приемистости переходят из режима малого газа во взлётный не сразу, а в течение 10—12 секунд, то скорость продолжала в этот период падать и достигла критического значения — 162—164 км/ч. В этот момент на крыле произошёл срыв потока, после чего авиалайнер с резким ростом крена и тангажа быстро развернуло влево, несмотря на попытки экипажа вывести его из этого положения (элероны и руль направления в крайнем правом положении, руль высоты полностью на кабрирование), а затем он вошёл в штопор.
| 13:08:05 | Як-40     | Отказало управление    |
|          | Диспетчер | Не понял, кто доложил? |
| 13:08:11 | Як-40     | Высота 2100, падаю     |
|          | Диспетчер | Какой борт?            |
|          | Як-40     | 750                    |

Через несколько секунд после этого сеанса связи вращающийся против часовой стрелки Як-40 с вертикальной скоростью 60 м/с под углом 25—30° и с левым креном 6° врезался в землю у села Казаковское Вольнянского района Запорожской области в полутора километрах западнее станции Новогупаловка и в 20 километрах северо-западнее Запорожского аэропорта. От удара кабину пилотов полностью разрушило, фюзеляж разломился пополам в районе 28-го шпангоута (в районе крыла), а киль со стабилизаторами отлетели на несколько метров. Все 5 человек на борту самолёта погибли.

## Причины
Причиной катастрофы является потеря скорости самолёта с последующим сваливанием и переходом в штопор. Вероятными причинами потери скорости являются:
1. Ошибка в технике пилотирования, допущенная экипажем;
2. Пилотирование самолёта по, возможно, завышенным показаниям указателя скорости левого пилота.

— 